# دايل ويلسون
دايل ويلسون (بالألمانية: Dale Wilson) (و. 1950 – م) هو ممثل، وممثل صوت، وممثل أفلام، من كندا، ولد في كندا.

## وصلات خارجية
- دايل ويلسون على موقع IMDb (الإنجليزية)
- دايل ويلسون على موقع ألو سيني (الفرنسية)
- دايل ويلسون على موقع ميوزك برينز (الإنجليزية)
- دايل ويلسون على موقع أول موفي (الإنجليزية)
- دايل ويلسون على موقع قاعدة بيانات الأفلام السويدية (السويدية)
- دايل ويلسون على موقع قاعدة بيانات الفيلم (الإنجليزية)
- دايل ويلسون على موقع كينوبويسك (الروسية)